# Entex Adventure Vision
Entex Adventure Vision är en spelkonsol som utvecklades av det Kalifornienbaserade företaget Entex Industries och släpptes 1982. 
Spelkonsolens design består av en joystick i mitten med fyra knappar på varsin sida om spaken. Den har en inmonterad monokrom LED-skärm och en lucka längst upp på den där spelkassetter kan matas in.

### Fotnoter
1. ↑  Forster, Winnie (2005). The encyclopedia of consoles, handhelds & home computers 1972 - 2005. GAMEPLAN. sid. 53. ISBN 3-00-015359-4